# Wellsova turbina
Wellsova turbina je ustvari niskotlačni vjetroagregat, koji se može okretati neprestano, bez obzira da li zrak ulazi u turbinu ili se vraća (dvosmjerna turbina). Njegove lopatice sliče krilu zrakoplova (aeroprofil krila), ali su za razliku od njega simetrične, što smanjuje nešto stupanj iskorištenja turbine. Stupanj iskorištenja Wellsove turbine se kreće od 0,4 do 0,7. Wellsovu turbinu je otkrio Alan Arthur Wells, profesor na Sveučilištu u Belfastu.

## Primjena Wellsove turbine
Prvi put se Wellsova turbine ugradila na probnoj elektrani na valove Islay LIMPET, i to 1991., na škotskom otoku Islay. Prvi prototip koji je ugrađen 1991., imao je snagu 75 kW, dok je 2000., na istom otoku sagrađena druga elektrana na valove, koja je imala snagu 500 kW.
Elektrana na valove Mutriku je elektrana na valove, koje se nalazi u španjolskom mjestu Mutrikuu (autonomna zajednica Baskija), a ogledni je primjer korištenja energije valova za proizvodnju električne struje. U lukobranu, izvana nevidljiva, nalazi se vrlo moderna elektrana na morske valove. 8. srpnja 2011. je postrojenje od 300 kW pušteno u pogon i danonoćno proizvodi električnu struju, a zasad strujom opskrbljuje oko 600 ljudi. U sklopu postrojenja nalazi se 16 Wellsovih turbina.
Ujedinjeno kraljevstvo započelo je s još dva projekta, koja su u izgradnji, a koristit će Wellsove turbine, i to: elektrana na valove Orkney (Škotska), snage 2,4 MW i elektrana na valove Siadar (Škotska), snage 4 MW.

## Vanjske poveznice
- Animation showing OWC wave power plant"  Arhivirana inačica izvorne stranice od 9. siječnja 2010. (Wayback Machine) Prikaz rada Wellsove turbine